# Chris Massoglia

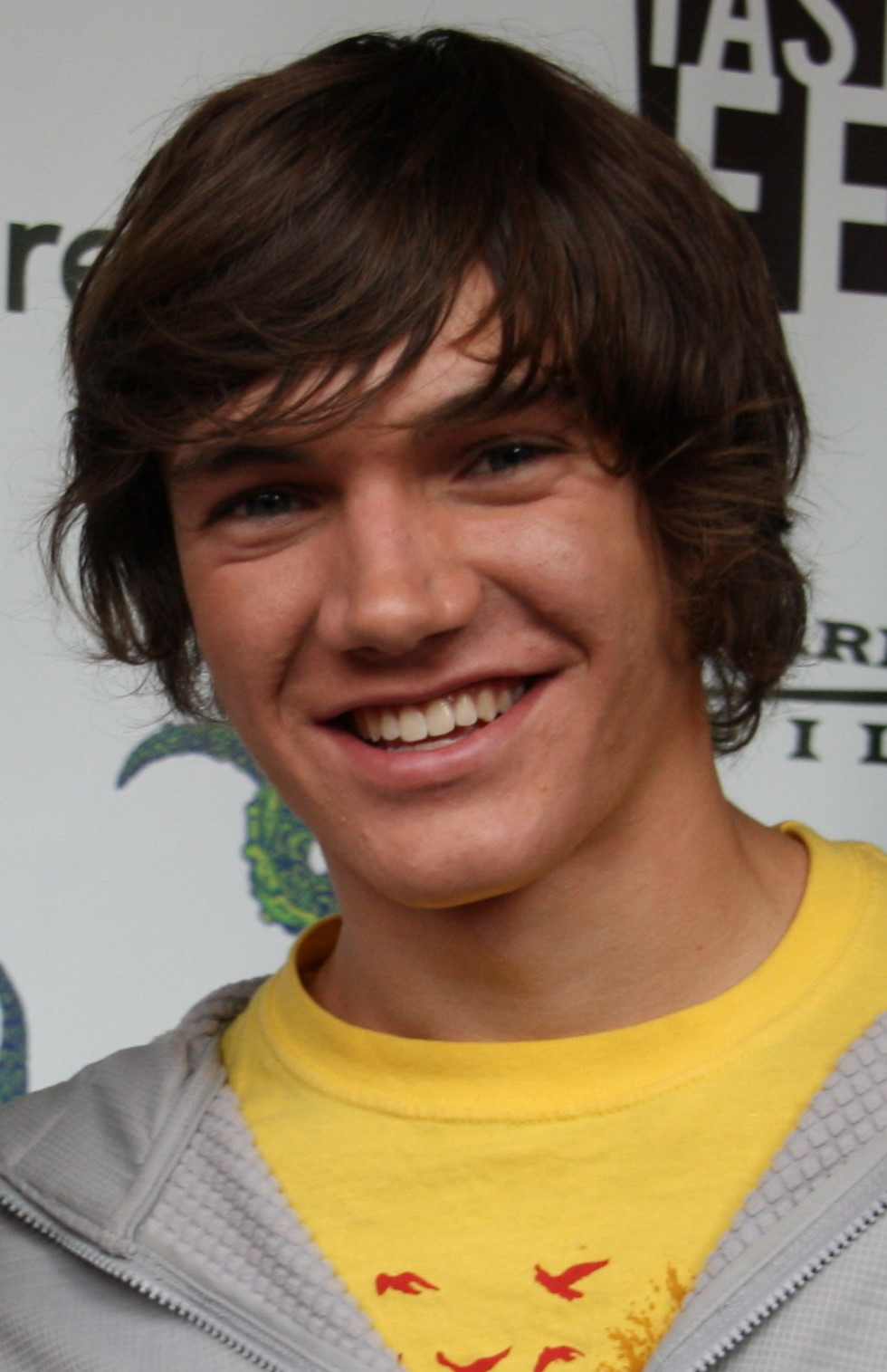
Chris Massoglia auf dem Fantastic Fest 2009

Christopher Paul „Chris“ Massoglia (* 29. März 1992 in Minneapolis) ist ein US-amerikanischer Film- und Fernsehschauspieler.

## Leben

### Kindheit und Jugend
Massoglia wurde in eine Familie frommer christlicher Republikaner hineingeboren und wuchs mit christlicher Popmusik auf. Er wurde zu Hause von seiner Mutter unterrichtet und schrieb sich bereits im Alter von 13 Jahren in eine Online-Universität ein, wo er sich mit Entwicklungspsychologie, Biblischer Theologie, Algebra und Amerikanischer Geschichte beschäftigte. Weiterhin lernte er Jujutsu, spielt Klavier, tanzt Hip-Hop, reitet und spielt Baseball.

### Karriere
Massoglia nahm an Schauspielworkshops an einer Tanzschule in Minneapolis teil und sprach für TV-Spots vor, indem er zu Hause selbst Audiokassetten besprach. Seine ersten Aufträge erhielt er von Target, Marshall Field's, PepsiCo und Best Buy.
2003 begann er die Schauspielerei als Chris Kelly (auch Chris J. Kelly) in einer Folge von Criminal Intent – Verbrechen im Visier, einem Ableger von Law & Order. Im selben Jahr erhielt er das Angebot, neben Nicole Kidman im Film Birth zu spielen. Seine Eltern verboten ihm aber die Rolle, da er teilweise nackt neben einer ebenfalls nackten Frau hätte spielen müssen.

Nach einer einjährigen Pause, die Massoglia mit Little League Baseball World Series verbrachte, wirkte er 2004 in zwei Folgen von Medical Investigation und 2005 in vier Folgen von Wanted mit. Seit 2008 trägt er seinen offiziellen Namen Massoglia.
2007 gab er sein Filmdebüt im Kinderfilm A Plumm Summer, aber seine bisher bekannteste Rolle spielte er 2009 im Film Mitternachtszirkus – Willkommen in der Welt der Vampire. Im selben Jahr spielte er eine Hauptrolle im 3D-Horrorfilm The Hole – Wovor hast Du Angst?.

## Filmografie

### Film
- 2007: A Plumm Summer
- 2009: Mitternachtszirkus – Willkommen in der Welt der Vampire
- 2009: The Hole – Wovor hast Du Angst? (The Hole)
- 2016: The Matchbreaker
- 2017: Because of Grácia
- 2024: Reagan

### Fernsehen
- 2003: Criminal Intent – Verbrechen im Visier
- 2004: Medical Investigation
- 2005: Wanted
- 2006: Boy's Life
- 2013: Our Wild Hearts